# Bombardiranje Ljubljane (9. marec 1945)
Leta 1945 so Ljubljano večkrat preletavala letala vojnega letalstva ZDA, ki so bombardirala južna območja Nemškega rajha. Ljubljančani so doživljali alarme in so se že navadili, da ameriška letala dopoldan letijo proti severu, popoldan pa se vračajo nazaj iz vojaških operacij v južno Italijo, na vojaška letališča. Devetega marca 1945 se je zgodilo nekaj drugega. Popoldan okoli 3. ure se letala niso le vračala na jug, pač pa so napadla Ljubljano.
Sedemnajst bombnikov tipa Liberator je na območje naselja Mirje, Vrtača, Tobačna tovarna in Vič odvrglo okoli 40 ton bomb različnih moči. Bombnike je spremljalo nekaj dest lovskih letal tipa Mustang. Veliko individualnih hiš, vil in drugih zgradb je bilo porušenih ali hudo poškodovanih. Na Vrtači je bila uničena tramvajska železnica. Takratni dnevni časopisi so objavili seznam z imeni 46 v napadu ubitih civilistov, o žrtvah med vojaškim osebjem pa ni bilo podatkov. Veliko hiš v Ljublani je imelo poškodovane strehe in stekla oken. Bilo je tudi več ranjenih in težko poškodovanih prebivalcev, med njimi tudi Fran Saleški Finžgar, ki je zaradi eksplozije bombe oglušel in ostal ob polovico hiše. Ni še jasno, zakaj je bil ta del Ljubljane sploh bombardiran, saj na tem delu mesta ni bilo nobenih strateško pomembnih objektov.